# Beaumont-Saint-Cyr
Beaumont-Saint-Cyr es una comuna nueva francesa situada en el departamento de Vienne, de la región de Nueva Aquitania.

## Historia
Fue creada el 1 de enero de 2017, en aplicación de una resolución del prefecto de Vienne de 16 de junio de 2016 con la unión de las comunas de Beaumont y Saint-Cyr, pasando a estar el ayuntamiento en la antigua comuna de Beaumont.

## Demografía
| Gráfica de evolución demográfica de Beaumont-Saint-Cyr entre 1800 y 2013 |
|                                                                          |

Los datos entre 1800 y 2013 son el resultado de sumar los parciales de las dos comunas que forman la nueva comuna de Beaumont-Saint-Cyr, cuyos datos se han cogido de 1800 a 1999, para las comunas de Beaumont y Saint-Cyr de la página francesa EHESS/Cassini. Los demás datos se han cogido de la página del INSEE.

## Composición
| Comuna delegada | Código INSEE | Población (2013) | Superficie (km²) | Densidad (hab./km²) |
| --------------- | ------------ | ---------------- | ---------------- | ------------------- |
| Beaumont        | 86019        | 1897             | 21.44            | 88                  |
| Saint-Cyr       | 86219        | 1071             | 15.03            | 71                  |